# Jacy Sheldon
Pour les articles homonymes, voir Sheldon.
Jacy Sheldon, née le 23 août 2000, est une joueuse américaine de basket-ball.
Jacy Sheldon joue d’abord au basket-ball universitaire pour les Buckeyes de l’université d'État de l'Ohio. Elle est sélectionnée en cinquième position par les Wings de Dallas lors de la Draft WNBA 2024. Elle est également directrice du développement des joueurs pour son ancienne université d'État de l'Ohio.

## Biographie

### Carrière universitaire

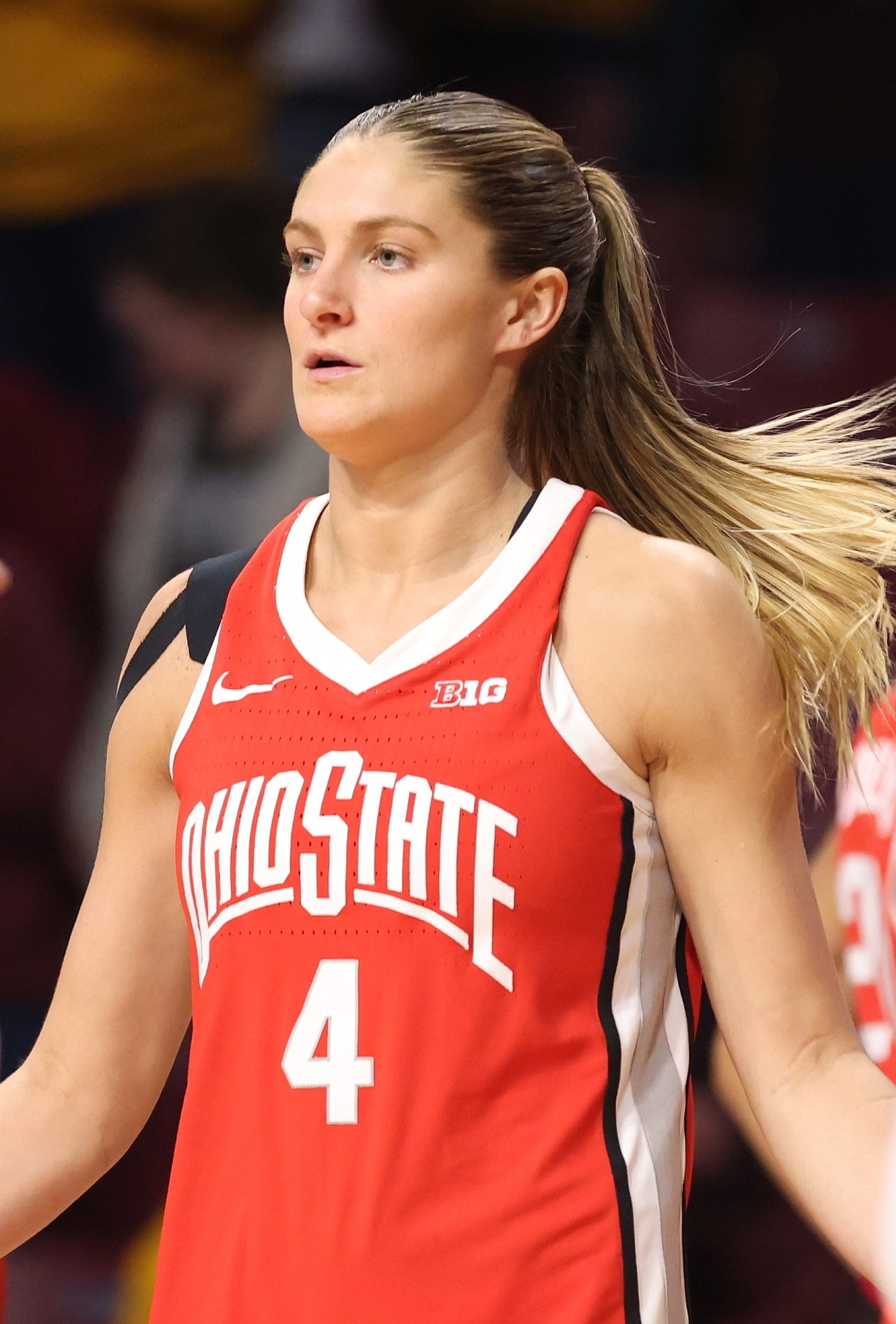
Sheldon avec Ohio State en 2024.

Le 17 décembre 2019, Sheldon marque 23 points, meilleur total de sa première saison universitaire, lors d'une victoire 104-74 contre les Hornets de Sacramento State. En tant que joueuse de première année, elle obtient une moyenne de 9,6 points par match. Jacy Sheldon marque 29 points, son meilleur total de la saison en deuxième année, lors d'une victoire 92-87 contre les Hawkeyes de l'Iowa le 4 février 2021. Elle obtient une moyenne de 20,7 points, 4,5 rebonds et 3,2 passes décisives par match en deuxième année, lui permettant d’être sélectionnée dans la deuxième équipe All-Big Ten.
Le 12 janvier 2022, Sheldon enregistre un record en carrière de 33 points, six rebonds et six passes décisives lors d'une victoire 89-83 contre les Spartans de Michigan State. Lors de cette troisième année universitaire, elle présente une moyenne de 23,2 points, 3,2 passes décisives et 4,5 rebonds par match. Elle est nommée dans la première équipe All-Big Ten et sélectionnée dans l'équipe All-Defensive par les entraîneurs. Le 13 novembre, Sheldon égale le record d’interceptions en un seul match de l'université avec 11 interceptions lors d'une victoire 82-64 contre les Eagles de Boston College. 
Une blessure au pied la prive de la majeure partie de sa saison senior. Elle et obtient une moyenne de 18,5 points, 5,1 rebonds, 4,8 passes décisives et 4,9 interceptions en 13 matchs. Bien qu'ayant été considérée comme un choix de premier tour potentiel lors de la draft WNBA 2023, Sheldon retourne à Ohio State pour une cinquième saison universitaire, bénéficiant du statut de redshirt.
Lors de sa dernière année, elle présente des moyennes de 21,2 points, 3,8 rebonds, 4,5 passes décisives en 32 matchs. Elle est de nouveau la première équipe All-Big Ten et sélectionnée dans l'équipe All-Defensive.

### Carrière professionnelle

#### WNBA

##### Wings de Dallas (2024)
Le 15 avril 2024, Sheldon est sélectionnée au premier tour — en cinquième position — de la draft WNBA 2024 par les Dallas Wings. Le 18 avril 2024, Sheldon signe un contrat rookie avec les Wings. Sheldon fait ses débuts en saison régulière de la WNBA le 15 mai 2024, lors d'une victoire à domicile 87-79 contre le Sky de Chicago. Alors que les Wings sont impactées par des blessures tout au long de la première moitié de la saison, Jacy Sheldon voit son rôle devenir progressivement plus important,. Le 20 juin, lors d'une défaite 83-72 contre le Sky de Chicago, Sheldon effectue sa première rencontre en tant que titulaire, enregistrant 9 points et 3 passes décisives. Elle reste titulaire pour le reste de la saison, à l'exception d'un match. Sa meilleure performance de la saison a eu lieu le 5 juillet avec une victoire 85-82 contre le Dream d'Atlanta, lorsqu'elle réalise un record en carrière de 17 points, dont cinq paniers à trois points. Au total, lors de sa première saison, elle joue dans les 40 matchs de saison régulière, en a été titulaire dans 26 et a obtenu une moyenne de 5,4 points et 2,5 passes décisives en 23,3 minutes par match. Malgré l’apport de Jacy Sheldon, les Wings connaissent une saison décevante, terminant onzième de la ligue et manquant les séries éliminatoires.

##### Sun du Connecticut (2025–présent)
Le 2 février 2025, Sheldon est échangée au Sun du Connecticut. L'accord avait été initialement annoncé comme Sheldon et le huitième choix de la Draft WNBA 2025 échangés contre DiJonai Carrington et le douzième choix de la Draft WNBA de 2025. Cependant, il s’agit d'un échange plus large entre quatre équipes.
La signature de Sheldon avec le Fire de Townsville est annoncée le 16 juillet 2024 pour la prochaine saison Women's National Basketball League (WNBL). Néanmoins, le 14 octobre 2024, l'équipe annonce que Sheldon ne rejoindrait pas le Fire.

### Retour à Ohio State
Le 12 novembre 2024, Sheldon est nommée directrice du développement des joueuses pour l'équipe féminine de basket-ball des Ohio State Buckeyes. Elle continue à jouer en WNBA tout en occupant ce poste.

## Hors du terrain

### Vie personnelle
Le père de Jacy Sheldon, Duane, a joué au basket-ball universitaire pour Baldwin Wallace avant de se lancer dans une carrière d'entraîneur et de devenir plus tard directeur sportif à la Dublin Coffman High School. Sa mère, Laura, faisait partie de l'équipe d'athlétisme de Baldwin Wallace. Sheldon a un frère cadet, Ajay, qui joue au basket-ball pour l’université de l’Ohio, et une sœur cadette, Emmy.

### Sponsoring
En août 2024, Sheldon a signé un contrat de chaussures signature avec HOLO Footwear, qui lui a également accordé des parts dans l'entreprise. Sa première chaussure signature, la JS:01, a été dévoilée en février 2025.